# Brändö (ö, Brändö kommun)
Brändö är en ö i Åland (Finland). Den ligger i Skärgårdshavet i Brändö kommun. På ön ligger Brändö by, huvudorten i kommunen. Öns area är cirka 4,3 kvadratkilometer. Öster om Brändö breder fjärden Skiftet ut sig. Ön sträcker sig cirka 4,3 km i nord-sydlig riktning, och 2,3 km i öst-västlig riktning.